# Paramount Pictures
Paramount Pictures Corporation es una empresa estadounidense de producción y distribución de cine y televisión, y la división homónima de Paramount Skydance Corporation. Es el sexto estudio cinematográfico más antiguo del mundo, el segundo estudio cinematográfico más antiguo de los Estados Unidos (detrás de Universal Pictures) y el único miembro de los estudios cinematográficos «Big Five» ubicados dentro de los límites de la ciudad de Los Ángeles.
En los inicios de la historia del cine en Estados Unidos en los años 1910 se fundaron los estudios más importantes, entre los que ocupa la Paramount un lugar de privilegio, junto a Universal Pictures, la Fox Film Corporation, United Artists, Warner Bros., Metro-Goldwyn-Mayer, Columbia Pictures, la RKO y Walt Disney Productions. Es el cuarto estudio más viejo del mundo, precedido solo por los estudios Gaumont Film Company, Pathé y Universal Pictures. Durante los años 1930 esta política de estudios se consolida y eso significa el auge del cine.
Paramount Pictures es miembro de la Motion Picture Association (MPA).

## Historia

### Famous Players Film Company
Paramount es el sexto estudio cinematográfico más antiguo que aún sigue en pie en el mundo, después de Gaumont Film Company (1895), Pathé (1896), Titanus (1904), Nordisk Film (1906) y Universal Studios (1912). Es el último gran estudio cinematográfico que aún tiene su sede en el distrito de Hollywood de Los Ángeles.

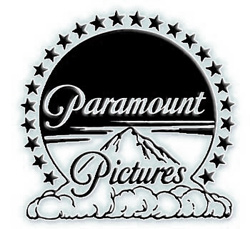
El primer logotipo de Paramount Pictures, con 24 estrellas, basado en un diseño de su cofundador William Wadsworth Hodkinson, utilizado entre 1914 y 1967

Paramount Pictures data su existencia desde la fundación de la Famous Players Film Company en 1912. Su fundador, nacido en Hungría, Adolph Zukor, que había sido uno de los primeros inversores en los nickelodeons, se dio cuenta de que las películas atraían principalmente a los inmigrantes de clase trabajadora. Junto con sus socios Daniel Frohman y Charles Frohman, planeó ofrecer largometrajes que atrajeran a la clase media presentando a los principales actores teatrales de la época (lo que dio origen al eslogan «Actores famosos en obras famosas»). A mediados de 1913, Famous Players había completado cinco películas y Zukor estaba en camino al éxito. Su primera película fue Les Amours de la reine Élisabeth, protagonizada por Sarah Bernhardt.
Ese mismo año, otro aspirante a productor, Jesse L. Lasky, abrió su Lasky Feature Play Company con dinero prestado por su cuñado, Samuel Goldfish, más tarde conocido como Samuel Goldwyn. La compañía Lasky contrató como primer empleado a un director de escena con poca experiencia en cine, Cecil B. DeMille, que encontraría un lugar adecuado en Hollywood. Este lugar era un antiguo establo de caballos alquilado que se convirtió en un centro de producción con un escenario al aire libre ampliado ubicado entre Vine Street, Selma Avenue, Argyle Avenue y Sunset Boulevard. Más tarde se lo conoció como el granero Lasky-DeMille. En 1914 se estrenó su primer largometraje, The Squaw Man.
El 8 de mayo de 1914, Paramount Pictures Corporation (anteriormente conocida como Progressive Pictures) fue fundada por un propietario de cines de Utah, W. W. Hodkinson, que había comprado y fusionado cinco empresas más pequeñas.El 15 de mayo de 1914, Hodkinson firmó un contrato de cinco años con la Famous Players Film Company, la Lasky Company y Bosworth, Inc. para distribuir sus películas. El actor, director y productor Hobart Bosworth había iniciado la producción de una serie de películas de Jack London. Paramount fue el primer distribuidor nacional de éxito; hasta ese momento, las películas se vendían a nivel estatal o regional, lo que había resultado costoso para los productores cinematográficos. Además, Famous Players y Lasky eran de propiedad privada, mientras que Paramount era una corporación.

### Famous Players–Lasky
En 1916, Zukor diseñó una fusión tripartita de Famous Players, Lasky Company y Paramount. Zukor y Lasky compraron a Hodkinson su participación en Paramount y fusionaron las tres empresas en una sola. Lasky y Zukor fundaron la nueva empresa el 28 de junio, Famous Players–Lasky Corporation, aunque siguió utilizando el nombre «Paramount». Como resultado, se convirtió en la compañía cinematográfica más grande en ese momento con un valor de US$12,5 millones (equivalentes a $241.8 millones de dólares en 2023).La corporación pudo crecer rápidamente, con Lasky y sus socios Goldwyn y DeMille a cargo de la producción, Hiram Abrams a cargo de la distribución y Zukor haciendo grandes planes. Con la única rivalidad de First National, propiedad de los exhibidores, Famous Players-Lasky y su «Paramount Pictures» pronto dominaron el negocio. Se finalizó dicha fusión el 7 de noviembre de 1916.

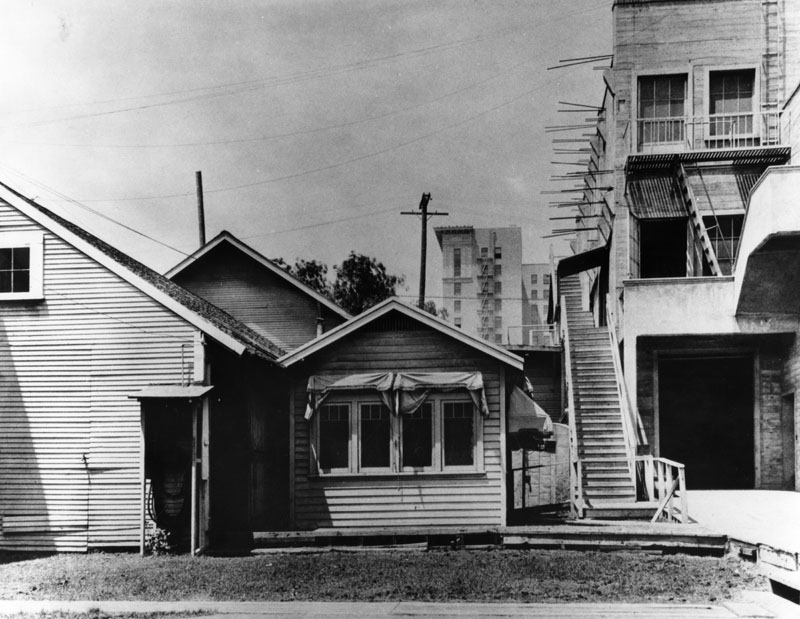
El estudio original de Lasky (también conocido como «El Granero») tal como era a mediados de la década de 1920. Al fondo se puede ver el edificio Taft, construido en 1923.

Zukor creía en las estrellas, por lo que contrató y desarrolló a muchas de las primeras estrellas más importantes, entre ellas Mary Pickford, Marguerite Clark, Pauline Frederick, Douglas Fairbanks, Gloria Swanson, Rudolph Valentino y Wallace Reid. Con tantos actores importantes, Paramount pudo introducir la «reserva en bloque», lo que significaba que un exhibidor que quería las películas de una estrella en particular tenía que comprar un año completo de otras producciones de Paramount. Fue este sistema el que le dio a Paramount una posición de liderazgo en las décadas de 1920 y 1930, pero que llevó al gobierno a perseguirla por motivos antimonopolio durante más de veinte años.
A mediados de la década de 1920, el antiguo granero de Lasky-DeMille no era lo suficientemente grande para albergar todas las producciones de los estudios de la Costa Oeste.El 5 de enero de 1926, Lasky llegó a un acuerdo para comprar Robert Brunton Studios, una instalación de 10.5 hectáreas (26 acres) propiedad de United Pictures y ubicada en 5451 Marathon Street, por $1 000 000 de dólares estadounidenses (equivalentes a $13.8 millones de dólares en 2023).El 29 de marzo, la empresa inició un programa de construcción de ocho meses para renovar las instalaciones existentes y construir otras nuevas. El 8 de mayo, Lasky finalmente trasladó sus operaciones del lote Sunset and Vine al nuevo edificio. En la actualidad, esas instalaciones siguen siendo parte de la sede de Paramount Pictures. Zukor contrató al productor independiente B. P. Schulberg, un ojo infalible para los nuevos talentos, para dirigir las nuevas operaciones de la Costa Oeste.
El 1 de abril de 1927, el nombre de la empresa se cambió a Paramount Famous Lasky Corporation.En septiembre de 1927, el estudio de la Paramount Pictures Lasky Corporation en Astoria (Nueva York) fue cerrado temporalmente con el objetivo de dotarlo de tecnología para la producción de películas sonoras. Ese mismo año, Paramount comenzó a estrenar Inkwell Imps, dibujos animados producidos por Fleischer Studios de Max y Dave Fleischer en Nueva York. Los Fleischer, veteranos de la industria de la animación, estaban entre los pocos productores de animación capaces de desafiar la prominencia de Walt Disney. La serie de noticieros de Paramount Paramount News se emitió entre 1927 y 1957. Paramount también fue uno de los primeros estudios de Hollywood en estrenar lo que en ese momento se conocía como «talkies» (cine sonoro), y en 1929, lanzó su primer musical, Innocents of Paris. Richard A. Whiting y Leo Robin compusieron la banda sonora de la película; Maurice Chevalier protagonizó y cantó la canción más famosa de la película, «Louise».

#### Publix, Balaban y Katz, la competencia de Loew y los wonder theaters
La fuerza impulsora del ascenso de Paramount fue Zukor. Este construyó una cadena de casi 2000 pantallas, dirigió dos estudios de producción (en Astoria, Nueva York, ahora Kaufman Astoria Studios, y Hollywood, California) y se convirtió en uno de los primeros inversores en la radio, adquiriendo para la corporación una participación del 50% en la nueva Columbia Broadcasting System en 1928 (vendiéndola al cabo de unos años; esta no sería la última vez que Paramount y CBS se cruzaran).
Al adquirir la exitosa cadena Balaban & Katz en 1926, Zukor obtuvo los servicios de Barney Balaban (quien finalmente se convertiría en presidente de Paramount en 1936), su hermano A. J. Balaban (quien en algún momento supervisaría toda la producción teatral a nivel nacional y produciría cortometrajes sonoros) y su socio Sam Katz (quien dirigiría la cadena de cines Paramount-Publix en la ciudad de Nueva York desde el edificio del Paramount Theater de treinta y cinco pisos en Times Square).

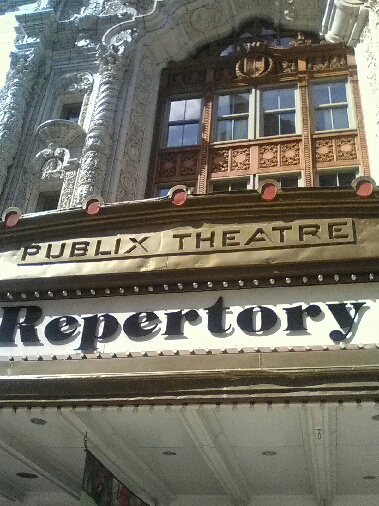
Detalle del logotipo del Publix Theatre en lo que ahora es el Indiana Repertory Theatre.

Balaban y Katz habían desarrollado el concepto de Wonder Theater, que se difundió por primera vez en Chicago alrededor de 1918. El Chicago Theater fue creado como un teatro muy ornamentado y se promocionó como un «wonder theater» («teatro de maravillas» en español). Cuando Publix adquirió Balaban, se embarcó en un proyecto para expandir los wonder theaters y comenzó a construir en Nueva York en 1927. Mientras que Balaban y Public dominaban en Chicago, Loew's era el que controlaba el mercado de teatros en Nueva York y no quería que los teatros Publix eclipsaran a los suyos. Las dos compañías negociaron un acuerdo de no competencia para Nueva York y Chicago, con Loew's haciéndose cargo de los proyectos del área de Nueva York, desarrollando cinco wonder theaters. Publix continuó con el desarrollo de wonder theaters de Balaban en su área de origen.
El 24 de abril de 1930, Paramount-Famous Lasky Corporation se convirtió en Paramount Publix Corporation.

### Década de 1920 y 1931 a 1940: administración judicial y reorganización

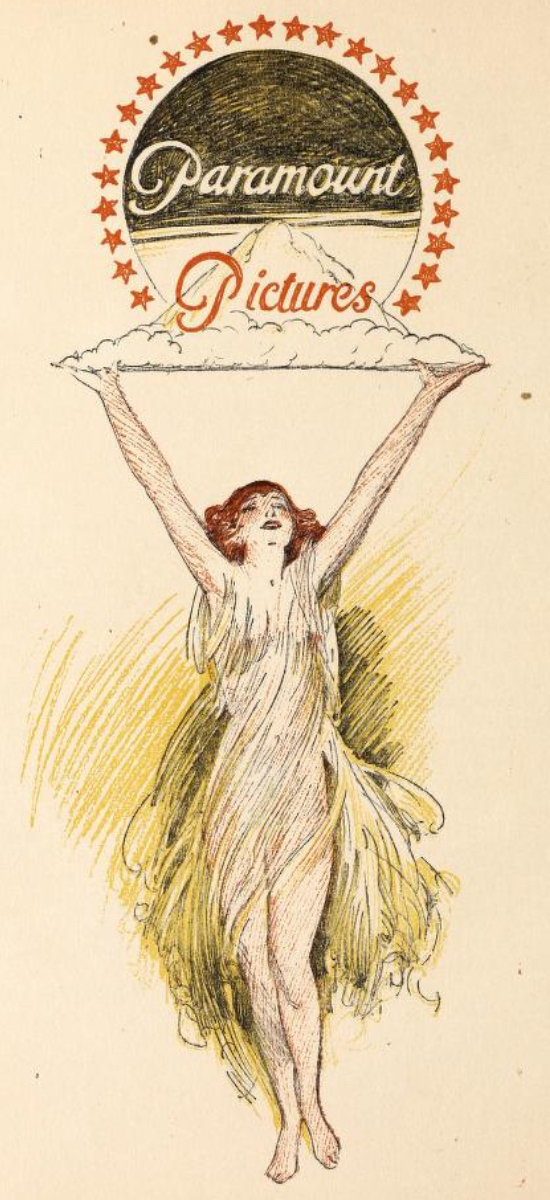
Publicidad de Paramount Showman's Pictures en 1925

Finalmente, Zukor se deshizo de la mayoría de sus primeros socios; los hermanos Frohman, Hodkinson y Goldwyn se marcharon en 1917, mientras que Lasky se mantuvo hasta 1932, cuando, acusado de estar a punto de colapsar Paramount en los años de la Gran Depresión, también fue expulsado. En 1931, para resolver los problemas financieros de la empresa, Zukor contrató al magnate de los taxis y del alquiler de automóviles John D. Hertz como presidente del comité de finanzas para ayudar al vicepresidente y tesorero Ralph A. Kohn. Sin embargo, el 6 de enero de 1933, Hertz dimitió de su cargo cuando se hizo evidente que sus medidas para levantar la compañía habían fracasado.La sobreexpansión y el uso de acciones sobrevaluadas de Paramount para compras crearon una deuda de 21 millones de dólares que llevó a la compañía a la quiebra el 26 de enero de 1933y posteriormente se declaró en bancarrota el 14 de marzo de 1933.El 17 de abril de 1933, se nombraron síndicos de quiebra y Zukor perdió el control de la empresa. La empresa permaneció bajo el control de los fideicomisarios durante más de un año con el fin de reestructurar la deuda y seguir un plan de reorganización.El 3 de diciembre de 1934, el plan de reorganización fue formalmente propuesto. Después de prolongadas audiencias en el tribunal, se obtuvo la confirmación final el 25 de abril de 1935, cuando el juez federal Alfred C. Coxe Jr. aprobó la reorganización de la Corporación Paramount-Publix bajo la Sección 77-B de la Ley de Quiebras.
El 4 de junio de 1935 John E. Ottersonse convirtió en presidente de la resurgida y renombrada Paramount Pictures Inc.Zukor regresó a la empresa y fue nombrado jefe de producción, pero después de que Barney Balaban fuera designado presidente el 2 de julio de 1936, pronto fue reemplazado por Y. Frank Freeman y nombrado simbólicamente presidente de la junta.El 28 de agosto de 1935, Paramount Pictures volvió a cotizar en la Bolsa de Nueva York y, cuando la compañía estaba bajo el liderazgo de Balaban, el estudio se relanzó con éxito.

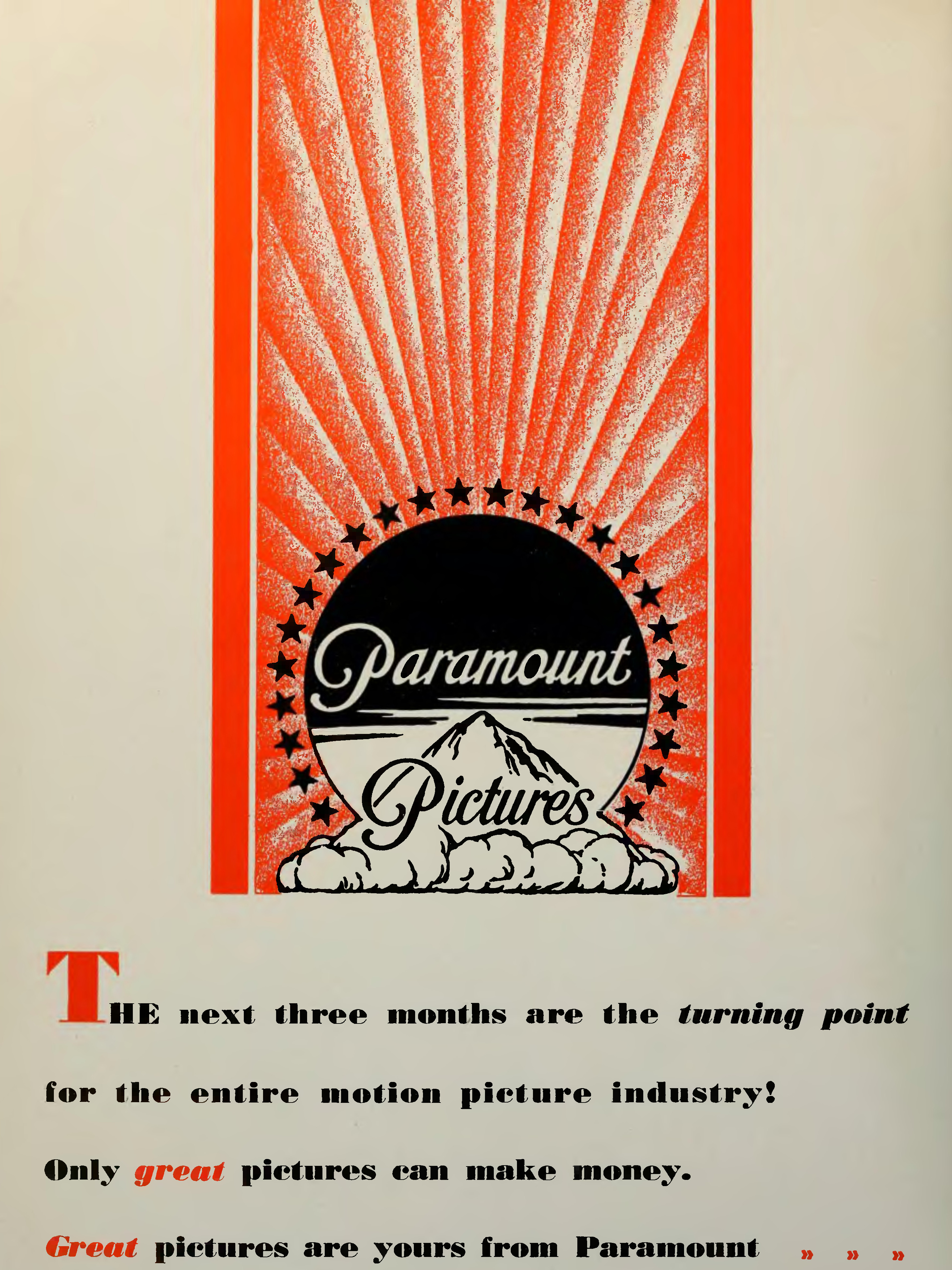
Anuncio de Paramount Pictures The Film Daily, 1932

Como siempre, las películas de Paramount siguieron haciendo hincapié en las estrellas; en la década de 1920 contaron con Gloria Swanson, Wallace Reid, Rudolph Valentino, Florence Vidor, Thomas Meighan, Pola Negri, Bebe Daniels, Antonio Moreno, Richard Dix, Esther Ralston, Emil Jannings, George Bancroft, Betty Compson, Clara Bow, Adolphe Menjou y Charles Buddy Rogers. A finales de la década de 1920 y principios de la de 1930, el cine sonoro atrajo a una serie de poderosos atractivos como: Richard Arlen, Nancy Carroll, Maurice Chevalier, Gary Cooper, Marlene Dietrich, Charles Ruggles, Ruth Chatterton, William Powell, Mae West, Sylvia Sidney, Bing Crosby, Claudette Colbert, los hermanos Marx, W.C. Fields, Fredric March, Jack Oakie, Jeanette MacDonald (cuyas dos primeras películas se rodaron en el estudio Paramount de Astoria, Nueva York), Carole Lombard, George Raft, Miriam Hopkins, Cary Grant y Stuart Erwin.En este período, Paramount puede describirse verdaderamente como una fábrica de películas que producía entre sesenta y setenta películas al año. Tales eran las ventajas de tener una gran cadena de teatros que llenar y de reservar varios espectáculos a la vez que después convencerían a otras cadenas de que siguieran su ejemplo. En 1933, Mae West también contribuiría en gran medida al éxito de Paramount con sus sugerentes películas She Done Him Wrong y I'm No Angel. Sin embargo, el atractivo sexual que West dio a estas películas también llevaría a la aplicación del Código de Producción, ya que la organización recién formada, la Legión Católica de la Decencia, amenazó con un boicot si no se aplicaba.Los dibujos animados de Paramount producidos por Fleischer Studios siguieron teniendo éxito, y personajes como Betty Boop y Popeye el Marino se hicieron muy populares. Una serie de Fleischer, Screen Songs, incluía estrellas de la música de carne y hueso bajo contrato con Paramount que presentaban canciones populares. El estudio de animación se recuperaría con Popeye y, en 1935, las encuestas mostraron que Popeye era incluso más popular que Mickey Mouse. Tras una expansión fallida hacia el mundo de los largometrajes, así como el hecho de que Max y Dave Fleischer ya no se hablaban, Fleischer Studios fue adquirida por Paramount, que rebautizó la operación como Famous Studios. Esa encarnación del estudio de animación continuó con la producción de dibujos animados hasta 1967, pero ha sido históricamente desestimada por no haber logrado mantener el reconocimiento artístico que los hermanos Fleischer alcanzaron bajo su gestión.

### 1941 a 1950:United States v. Paramount Pictures, Inc.
En 1940, Paramount aceptó un decreto de consentimiento instituido por el gobierno, en el que se pondría fin al block booking y a la «venta anticipada» (la práctica de cobrar dinero por adelantado por películas que aún no estaban en producción). Inmediatamente, Paramount redujo la producción, de 71 películas a unas más modestas 19 anuales durante los años de guerra.Aun así, con más estrellas nuevas como Bob Hope, Alan Ladd, Veronica Lake, Paulette Goddard y Betty Hutton, y con una asistencia astronómica en tiempos de guerra, Paramount y los demás estudios integrados con salas de cine ganaron más dinero que nunca. Ante esto, la Comisión Federal de Comercio y el Departamento de Justicia decidieron reabrir el caso contra los cinco estudios integrados. Paramount también tenía el monopolio de las salas de cine de Detroit a través de su filial United Detroit Theaters. Esto llevó a la decisión de la Corte Suprema en el caso United States v. Paramount Pictures, Inc.(1948), en la que se establecía que los estudios cinematográficos no podían ser también propietarios de cadenas de cines. Esta decisión desbarató la creación de Adolph Zukor, ya que la cadena de cines se dividió en una nueva empresa llamada United Paramount Theaters, y puso fin de manera efectiva al sistema clásico de estudios de Hollywood.

### 1951 a 1966: La división y el después
Con la separación de producción y exhibición impuesta por la Corte Suprema de Estados Unidos, Paramount Pictures Inc. quedó dividida en dos. Paramount Pictures Corporation se formó para ser la compañía de distribución y producción, y la cadena de cines de 1.500 pantallas pasó a manos de la nueva United Paramount Theaters el 31 de diciembre de 1949. Leonard Goldenson, que había dirigido la cadena desde 1938, permaneció como presidente de la nueva compañía. La división de cines Balaban and Katz se escindió con UPT; su marca registrada finalmente pasó a ser propiedad de la Balaban and Katz Historical Foundation. La fundación adquirió posteriormente la propiedad de la marca registrada Famous Players. Goldenson, que tenía mucho dinero y controlaba propiedades inmobiliarias de primera en el centro de la ciudad, comenzó a buscar inversiones. Prohibido de hacer películas por fallos antimonopolio anteriores, adquirió la cadena de televisión en problemas ABC en febrero de 1953, lo que la llevó primero a una salud financiera y, finalmente, a mediados de la década de 1970, al primer lugar en los índices de audiencia nacionales de Nielsen, antes de venderla a Capital Cities en 1985 (Capital Cities finalmente se vendería, a su vez, a The Walt Disney Company en 1996). United Paramount Theaters pasó a llamarse ABC Theaters en 1965 y fue vendida al empresario Henry Plitt en 1977. La cadena de cines pasó a llamarse Plitt Theaters. En 1985, Cineplex Odeon Corporation se fusionó con Plitt. En años posteriores, la división de televisión de Paramount desarrollaría una fuerte relación con ABC, proporcionando muchas series de éxito a la cadena.
Paramount Pictures había sido uno de los primeros en respaldar la televisión, lanzando estaciones experimentales en 1939 en Los Ángeles y Chicago. La estación de Los Ángeles finalmente se convirtió en KTLA, la primera estación comercial en la Costa Oeste. La estación de Chicago obtuvo una licencia comercial como WBKB en 1943, pero fue vendida a UPT junto con Balaban & Katz en 1948 y finalmente fue revendida a CBS como WBBM-TV.
En 1938, Paramount adquirió una participación en el fabricante de televisores DuMont Laboratories. Gracias a esta participación, se convirtió en propietario minoritario de DuMont Television Network.Paramount también lanzó su propia cadena de televisión, Paramount Television Network, en 1948 a través de su unidad de televisión, Television Productions, Inc.
La administración de Paramount planeaba adquirir otras owned-and-operated stations («O&Os», en español: «emisoras de propiedad y operación»); por lo que la compañía solicitó a la FCC estaciones adicionales en San Francisco, Detroit y Boston.Sin embargo, la FCC rechazó las solicitudes de Paramount. Unos años antes, el regulador federal había impuesto un límite de cinco estaciones a todas las cadenas de televisión: ninguna cadena podía poseer más de cinco estaciones de televisión VHF. Paramount se vio obstaculizada por su participación minoritaria en DuMont Television Network. Aunque tanto los ejecutivos de DuMont como los de Paramount afirmaron que las empresas eran independientes, la FCC dictaminó que la propiedad parcial de Paramount de DuMont significaba que, en teoría, DuMont y Paramount eran parte de la misma empresa. Dado que DuMont poseía tres estaciones de televisión y Paramount dos, la agencia federal dictaminó que ninguna de las dos cadenas podía adquirir estaciones de televisión adicionales. La FCC solicitó a Paramount que renunciara a su participación en DuMont, pero Paramount se negó.Según el historiador de televisión William Boddy, «el accidentado historial antimonopolio de Paramount» ayudó a convencer a la FCC de que Paramount controlaba DuMont.Como consecuencia de ello, tanto DuMont como Paramount Television Network sufrieron las consecuencias, ya que ninguna de las dos empresas logró adquirir cinco O&O. Mientras tanto, CBS, ABC y NBC habían adquirido cada una el máximo de cinco estaciones a mediados de los años 50.
Cuando ABC aceptó una oferta de fusión de UPT en 1953, DuMont se dio cuenta rápidamente de que ABC ahora tenía más recursos de los que podía esperar igualar, por lo que rápidamente llegó a un principio de acuerdo para fusionarse con la ABC.Sin embargo, Paramount vetó la oferta debido a preocupaciones antimonopolio.A todos los efectos, este fue el final de DuMont, aunque este perduró hasta 1956.
En 1951, Paramount compró una participación en International Telemeter, un servicio de televisión de pago experimental que funcionaba con una moneda insertada en una caja. El servicio comenzó a funcionar en Palm Springs, California, el 27 de noviembre de 1953, pero debido a la presión de la FCC, dicho servicio finalizó el 15 de mayo de 1954.
Con la pérdida de la cadena de cines, Paramount Pictures entró en decadencia, reduciendo la producción respaldada por el estudio, despidiendo a sus actores contratados y haciendo acuerdos de producción con empresas independientes. A mediados de la década de 1950, todos los grandes nombres habían desaparecido en el estudio; sólo Cecil B. DeMille, asociado con Paramount desde 1913, siguió haciendo películas al estilo antiguo. A pesar de las pérdidas de Paramount, DeMille, sin embargo, le daría un poco de alivio al estudio y crearía su película más exitosa en Paramount, una nueva versión de 1956 de su película de 1923 Los diez mandamientos.DeMille murió en 1959. Al igual que otros estudios, Paramount vio poco valor en su biblioteca de películas y vendió 764 de sus películas anteriores a 1950 a MCA Inc./EMKA, Ltd. (hoy conocida como Universal Television) en febrero de 1958.

### 1966–70: Inicios de la era Gulf+Western
A principios de los años 60, el futuro de Paramount era incierto. El negocio cinematográfico de alto riesgo era inestable; la cadena de cines había desaparecido hacía tiempo; las inversiones en DuMont y en los primeros programas de televisión de pago no dieron resultado; y la época dorada de Hollywood acababa de terminar; incluso el emblemático edificio Paramount en Times Square se vendió para recaudar dinero, al igual que KTLA (vendida a Gene Autry en 1964 por la entonces extraordinaria suma de 12,5 millones de dólares). Su única propiedad exitosa restante en ese momento era Dot Records, que Paramount había adquirido en 1957, e incluso sus ganancias comenzaron a decaer a mediados de los años 60. El padre fundador Adolph Zukor (nacido en 1873) seguía siendo presidente emérito; este se refería al presidente Barney Balaban (nacido en 1888) como «el chico». Un liderazgo tan envejecido era incapaz de seguir el ritmo de los tiempos cambiantes, y en 1966, una Paramount en decadencia fue vendida al conglomerado industrial de Charles Bluhdorn, Gulf and Western Industries. Bluhdorn inmediatamente puso su sello en el estudio, nombrando a un productor prácticamente desconocido llamado Robert Evans como jefe de producción. A pesar de algunos momentos difíciles, Evans ocupó el puesto durante ocho años, restaurando la reputación de Paramount de éxito comercial con películas como La extraña pareja, Rosemary's Baby, Love Story, El padrino, Chinatown y Three Days of the Condor.
Gulf and Western también compró el estudio de televisión vecino Desilu Productions (antiguamente propiedad de RKO Pictures) a Lucille Ball en 1967. Utilizando algunos de los programas establecidos de Desilu, como Star Trek, Misión: Imposible y Mannix, como un pie en la puerta de las cadenas, la recientemente reincorporada Paramount Television finalmente se hizo conocida como especialista en comedias de situación de media hora.
En 1968, Paramount formó Films Distributing Corp para distribuir productos cinematográficos sensibles, incluido Sin With a Stranger, que fue una de las primeras películas en recibir una clasificación X en los Estados Unidos cuando la MPAA introdujo su nuevo sistema de clasificación.

### 1971 a 1980: Formación del CIC y la era del concepto de alto impacto
En 1970, Paramount se asoció con Universal Studios para formar Cinema International Corporation, una nueva compañía que distribuiría películas de los dos estudios fuera de los Estados Unidos. Metro-Goldwyn-Mayer se convertiría en socio a mediados de la década de 1970. Tanto Paramount como CIC entraron en el mercado del vídeo con Paramount Home Video (ahora Paramount Home Entertainment) y CIC Video, respectivamente.
Robert Evans abandonó su puesto como jefe de producción en 1974; su sucesor, Richard Sylbert, resultó ser demasiado literario y de demasiado buen gusto para Bluhdorn, de Gulf and Western. En 1976, se había formado un nuevo equipo formado en televisión encabezado por Barry Diller y sus «Killer-Dillers», como los llamaban sus admiradores, o «Dillettes», como los llamaban sus detractores. Estos asociados, formados por Michael Eisner, Jeffrey Katzenberg, Dawn Steel y Don Simpson, continuarían dirigiendo cada uno de ellos importantes estudios cinematográficos más adelante en sus carreras.
La especialidad de Paramount era ahora más sencilla. Películas de «alto impacto» como Saturday Night Fever y Grease tuvieron un gran éxito, con fuerza y rapidez en todo el mundomientras que su fortuita adquisición anterior de la propiedad de Star Trek, que se había convertido en una franqucia de culto, permitió a Paramount tener una franquicia de cine y televisión de ciencia ficción de larga duración para competir con el extraordinario éxito popular de Star Wars. La experiencia televisiva de Diller lo llevó a proponer una de sus ideas más antiguas a la junta: Paramount Television Service, una cuarta red comercial. Paramount Pictures compró Hughes Television Network (HTN), incluido su tiempo satelital, en la planificación de PTVS en 1976. Paramount vendió HTN a Madison Square Garden Corporation en 1979. Pero Diller creía firmemente en el concepto, y por eso se llevó consigo la idea de su cuarta cadena cuando se trasladó a 20th Century Fox en 1984, donde el entonces recién instalado propietario de Fox, Rupert Murdoch, era un oyente más interesado.
Sin embargo, la división de televisión tendría que ponerse al día durante más de una década después de la marcha de Diller en 1984 antes de lanzar su propia cadena de televisión, UPN, en 1995. Con una duración de once años antes de fusionarse con la cadena The WB para convertirse en The CW en 2006, UPN presentaría muchos de los programas que produjo originalmente para otras cadenas, y se arriesgaría en numerosas ocasiones con series como Star Trek: Voyager y Star Trek: Enterprise que de otro modo habrían ido directamente al cable o se habrían convertido en la primera emisión para estaciones independientes en todo el país (como lo fueron Star Trek: Deep Space Nine y Star Trek: The Next Generation).
Paramount Pictures no estaba vinculada ni a Paramount Records (1910-1935) ni a ABC-Paramount Records (1955-1966) hasta que compró los derechos para usar el nombre (pero no el catálogo de esta última) a fines de la década de 1960. El nombre Paramount se usó para álbumes de bandas sonoras y algunas reediciones pop del catálogo de Dot Records que Paramount había adquirido en 1957. En 1970, Dot se había convertido en un sello que operaba en todo el país. y en 1974, Paramount vendió todos sus fondos discográficos a ABC Records, que a su vez fue vendida a MCA (ahora Universal Music Group) en 1979.

### 1980 a 1994: El éxito continúa
La exitosa racha cinematográfica de Paramount se prolongó hasta los años 1980 y 1990, generando éxitos como Airplane!, American Gigolo, Ordinary People, An Officer and a Gentleman, Flashdance, La fuerza del cariño, Footloose, La chica de rosa, Top Gun, Crocodile Dundee, Atracción fatal, Ghost, la serie de películas de terror Friday the 13th, además de unir fuerzas con Lucasfilm y Steven Spielberg para crear la franquicia Indiana Jones. Otros ejemplos son la serie de películas Star Trek y una serie de películas protagonizadas por el comediante Eddie Murphy como Trading Places, Coming to America y Beverly Hills Cop y sus secuelas. Aunque el énfasis estaba decididamente puesto en lo comercial, hubo ocasionales esfuerzos menos comerciales pero más artísticos e intelectuales como I'm Dancing as Fast as I Can, Atlantic City, Reds, Witness, Children of a Lesser God y The Accused. Durante este período, la responsabilidad de dirigir el estudio pasó de Eisner y Katzenberg a Frank Mancuso, Sr. (1984) y Ned Tanen (1984) a Stanley R. Jaffe (1991) y Sherry Lansing (1992). Más que la mayoría, la lista de películas de Paramount incluyó muchos remakes y spin-offs para televisión; aunque a veces tuvieron éxito comercial, ha habido pocas películas convincentes del tipo que alguna vez hicieron de Paramount el líder de la industria.
A finales de 1981, Paramount Pictures adquirió Sega mediante su filial de Gulf and Western, de la división de fabricación de la empresa, en un esfuerzo por entrar en el negocio de los videojuegos. Paramount vendería Sega después de la crisis de los videojuegos de 1983, y las dos empresas trabajarían más tarde juntas en la serie de películas de imágenes reales/CGI de Sonic the Hedgehog.
El 25 de agosto de 1983, los estudios Paramount se incendiaron. Dos o tres estudios de grabación y cuatro decorados exteriores quedaron destruidos.
Cuando Charles Bluhdorn murió inesperadamente, su sucesor, Martin Davis, se deshizo de todas las subsidiarias industriales, mineras y azucareras de Gulf and Western y reorientó la empresa, rebautizándola Paramount Communications en 1989. Con la afluencia de ganancias por la venta de las propiedades industriales de Gulf and Western a mediados de los años 80, Paramount compró una serie de estaciones de televisión y las operaciones de parques temáticos de KECO Entertainment, rebautizándolas Paramount Parks. Estos parques incluían Paramount's Great America, Paramount Canada's Wonderland, Paramount's Carowinds, Paramount's Kings Dominion y Paramount's Kings Island.
En mayo de 1985, Paramount decidió iniciar su propio departamento de talentos, un intento de formar un grupo de personal cinematográfico contratado exclusivamente (fuera de Eddie Murphy); este esfuerzo resultó infructuoso y la presidenta del estudio, Dawn Steel, decidió cerrar el departamento el 30 de julio de 1986.En 1987, Paramount Pictures, MGM/UA Communications Co. y Universal Pictures se unieron para comercializar largometrajes y productos televisivos en China, como respuesta a los 25 mil millones de entradas vendidas en dicho país en 1986. Worldwide Media Sales, una división del Worldwide Media Group, con sede en Nueva York, fue puesta a cargo de la empresa.Ese año, Paramount Pictures decidió consolidar sus operaciones de distribución, cerrando una serie de sucursales que fueron diseñadas para el estudio y reubicando personal y actividades principales en un esfuerzo por reducir costos y proporcionar una centralización más eficiente; esta decisión se tomó en respuesta a un cambio en las prácticas de distribución que se había producido entre los diversos estudios principales.En agosto de 1987, Paramount Overseas Productions declaró que la subsidiaria estaría en servicio no sólo para la próxima película Experts, que se filmó con un presupuesto de 12 millones de dólares en Canadá, sino también para otras películas filmadas en todo el mundo, incluido el Reino Unido y Canadá.
En 1993, el conglomerado de entretenimiento de Sumner Redstone, Viacom, hizo una oferta para fusionarse con Paramount Communications; esto rápidamente derivó en una guerra de ofertas con QVC de Barry Diller. Pero Viacom prevaleció y terminó pagando 10 mil millones de dólares por las acciones de Paramount. Viacom y Paramount ya habían planeado fusionarse en 1989.
Paramount es el último gran estudio cinematográfico ubicado en Hollywood. Cuando Paramount se mudó a su sede actual en 1927, estaba en el corazón de la comunidad cinematográfica. Desde entonces, el antiguo vecino RKO cerró sus puertas en 1957 (Paramount finalmente absorbió su antiguo lote); Warner Bros. (cuyo antiguo estudio de Sunset Boulevard fue vendido a Paramount en 1949 para albergar a KTLA) se mudó a Burbank en 1930; Columbia se unió a Warner en Burbank en 1973 y luego se mudó nuevamente a Culver City en 1989; y el lote Pickford-Fairbanks-Goldwyn-United Artists, después de una historia llena de vida, se ha convertido en una instalación de posproducción y composición musical para Warner, conocido simplemente como «The Lot». Durante un tiempo, el barrio semi industrial que rodeaba Paramount estuvo en un declive, pero ahora ha vuelto a resurgir. El estudio, recientemente remodelado, se ha convertido en un símbolo de Hollywood para muchos visitantes y su recorrido por el estudio es una atracción popular.

### 1989–1994: Paramount Communications
En 1983, Gulf and Western inició un proceso de reestructuración que transformaría la corporación de un conglomerado inflado que consistía en subsidiarias de industrias no relacionadas, a una compañía más enfocada en el entretenimiento y la publicación. La idea era ayudar a los mercados financieros a medir el éxito de la compañía, lo que, a su vez, ayudaría a asignar un mejor valor a sus acciones. Aunque su división Paramount tuvo muy buenos resultados en los últimos años, el éxito de Gulf and Western en su conjunto no se traducía de forma positiva a los inversores. Este proceso finalmente llevó a Davis a desprenderse de muchas de las subsidiarias de la compañía. Sus plantaciones de azúcar en Florida y la República Dominicana se vendieron en 1985, así mismo, la rama de productos industriales y de consumo se vendió ese mismo año.En 1989, Davis rebautizó la empresa como Paramount Communications Incorporated en honor a su activo principal, Paramount Pictures.Además de las divisiones de cine, televisión, video doméstico y publicación musical de Paramount, la compañía continuó siendo dueña de las propiedades del Madison Square Garden (que también incluían a la MSG Network), una participación del 50% en USA Networks (el otro 50% era propiedad de MCA/Universal Studios) y Simon & Schuster, Prentice Hall, Pocket Books, Allyn & Bacon, Cineamerica (una empresa conjunta con Warner Communications) y la cadena de cines canadiense Famous Players Theatres.
Ese mismo año, la compañía lanzó una oferta hostil de 12 200 millones de dólares para adquirir Time Inc. en un intento de poner fin a un acuerdo de fusión de intercambio de acciones entre Time y Warner Communications. Esto provocó que Time aumentara su oferta por Warner a 14 900 millones de dólares en efectivo y acciones. Gulf and Western respondieron presentando una demanda en un tribunal de Delaware para tratar de bloquear la fusión Time-Warner. El tribunal falló dos veces a favor de Time, lo que obligó a Gulf and Western a abandonar tanto la adquisición de Time como la demanda, y permitió así la formación de Time Warner.
Paramount utilizó las ganancias adquiridas con la venta de las propiedades no relacionadas con el entretenimiento de Gulf and Western para adquirir la cadena de estaciones de televisión TVX Broadcast Group (que en ese momento consistía principalmente en estaciones de gran mercado que TVX había comprado a Taft Broadcasting, más dos estaciones de mercado medio que TVX poseía antes de la compra de Taft), y la cadena de parques temáticos KECO Entertainment de la sucesora de Taft, Great American Broadcasting. Ambas compañías cambiaron sus nombres para reflejar la nueva propiedad: TVX pasó a ser conocida como Paramount Stations Group, mientras que KECO pasó a llamarse Paramount Parks.
Paramount Television lanzó Wilshire Court Productions en conjunto con USA Networks, antes de que esta última pasara a llamarse NBCUniversal Cable, en 1989. Wilshire Court Productions (nombrada por una calle lateral de Los Ángeles) produjo películas para televisión que se emitieron en USA Networks y, más tarde, en otras cadenas. USA Networks posteriormente lanzó un segundo canal, Sci-Fi Channel (ahora conocido como Syfy), en 1992. Como su nombre lo indica, se centraba en películas y series de televisión dentro del género de la ciencia ficción. Gran parte de la programación inicial era propiedad de Paramount o Universal. Paramount compró una estación de televisión más en 1993: WKBD-TV de Cox Enterprises en Detroit, Míchigan, en ese momento una filial de Fox Broadcasting Company.

### 1994–2005: Dolgen/Lansing y la era del Viacom «viejo»
En febrero de 1994, Viacom adquirió el 50,1% de las acciones de Paramount Communications Inc. por 9.750 millones de dólares, tras una batalla de cinco meses con QVC, y completó la fusión en julio.En ese momento, las propiedades de Paramount incluían Paramount Pictures, Madison Square Garden, los New York Rangers, los New York Knicks y la editorial Simon & Schuster. El acuerdo había sido planeado ya en 1989, cuando la empresa todavía se conocía como Gulf and Western.Aunque Davis fue nombrado miembro de la junta directiva de National Amusements, que controlaba Viacom, éste dejó de dirigir la empresa.
Durante este período, Paramount Pictures quedó bajo la dirección de Jonathan Dolgen, presidente, y Sherry Lansing, presidenta. Durante su administración sobre Paramount, el estudio tuvo un período de películas extremadamente exitoso, y dos de las diez películas más taquilleras de Paramount se produjeron durante este período.La más exitosa de estas películas, Titanic, coproducida con 20th Century Fox y Lightstorm Entertainment, se convirtió en la película más taquillera hasta ese momento, recaudando más de 1.800 millones de dólares estadounidenses en todo el mundo. También durante esta época, tres películas de Paramount Pictures ganaron el premio Óscar a la mejor película: Titanic, Braveheart y Forrest Gump.
Sin embargo, la propiedad más importante de Paramount fue Star Trek. Los ejecutivos del estudio habían comenzado a llamarla «la franquicia» en la década de 1980 debido a sus ingresos confiables, y otros estudios envidiaban su éxito "«intocable e induplicable». En 1998, los programas de televisión, películas, libros, cintas de vídeo y licencias de Star Trek proporcionaban una parte tan importante de las ganancias del estudio que «no es posible pasar una cantidad razonable de tiempo en Paramount y no estar al tanto de su presencia»; la filmación de Star Trek: Voyager y Star Trek: Deep Space Nine requirió hasta nueve de los 36 estudios de sonido más grandes del estudio.: 49–50, 54 
En 1995, United Television, de Viacom y Chris-Craft Industries, lanzó United Paramount Network (UPN), con Star Trek: Voyager como su serie insignia, cumpliendo así el plan de Barry Diller de crear una cadena de televisión con la marca Paramount que había tenido 25 años antes. En 1999, Viacom compró las acciones de United Television y entregó la responsabilidad de la cadena emergente a la recién adquirida unidad CBS, que Viacom compró en 2000, una irónica confluencia de eventos, ya que Paramount había invertido una vez en CBS y Viacom también había sido el brazo de distribución de CBS. Durante este período, el estudio adquirió unas 30 estaciones de televisión para apoyar a la red UPN, y también adquirió y fusionó los activos de Republic Pictures, Spelling Television y Viacom Productions, lo que prácticamente duplicó el tamaño de la biblioteca de televisión del estudio. La división de televisión produjo el programa dominante en horario de máxima audiencia de la década, Frasier, así como éxitos de larga duración como NCIS y Becker y el programa de revista dominante en el prime time Entertainment Tonight. Paramount también obtuvo los derechos de propiedad de la biblioteca de Rysher, después de que Viacom adquiriera los derechos de Cox Enterprises.
Durante este período, Paramount y sus subsidiarias y afiliadas relacionadas, que operaban bajo el nombre de "Viacom Entertainment Group", también incluían el cuarto grupo más grande de parques temáticos en los Estados Unidos y Canadá, que además de las atracciones y juegos tradicionales lanzó numerosas unidades de entretenimiento basadas en la ubicación con éxito, incluida una atracción de larga duración "Star Trek" en Las Vegas Hilton. Famous Music: la célebre división de publicación musical de la compañía casi duplicó su tamaño y desarrolló artistas como Pink, Bush y Green Day, así como favoritos del catálogo como Duke Ellington y Henry Mancini. El grupo de licencias Paramount/Viacom bajo el liderazgo de Tom McGrath creó los bares y restaurantes de la franquicia «Cheers» y una cadena de restaurantes inspirados en la película ganadora del premio Oscar del estudio Forrest Gump: The Bubba Gump Shrimp Company. Gracias a los esfuerzos combinados de Famous Music y el estudio, se crearon más de diez musicales de «Broadway», entre ellos White Christmas de Irving Berlin, Footloose, Saturday Night Fever y Sunset Boulevard de Andrew Lloyd Webber, entre otros. La división internacional de la compañía, United International Pictures (UIP), fue la distribuidora dominante a nivel internacional durante diez años consecutivos, representando a Paramount, Universal y MGM. Simon and Schuster pasó a formar parte de Viacom Entertainment Group, que emergió como la editorial de libros más importante de los Estados Unidos.
En 2002, Paramount, junto con Buena Vista Distribution, 20th Century Fox, Sony Pictures Entertainment, MGM/UA Entertainment, Universal Studios, DreamWorks Pictures, Artisan Entertainment, Lions Gate Entertainment y Warner Bros., formaron Digital Cinema Initiatives. Operando bajo una exención de la ley antimonopolio, los estudios se combinaron bajo el liderazgo del director de operaciones de Paramount, Tom McGrath, para desarrollar estándares técnicos para la eventual introducción de la proyección de películas digitales, reemplazando la tecnología cinematográfica, que ahora tiene 100 años. DCI fue creado »para establecer y documentar especificaciones voluntarias para una arquitectura abierta para el cine digital que garantice un nivel uniforme y alto de rendimiento técnico, confiabilidad y control de calidad». McGrath también encabezó la iniciativa de Paramount para la creación y lanzamiento del disco Blu-ray.

### 2005–2019: La era del "nuevo" Viacom

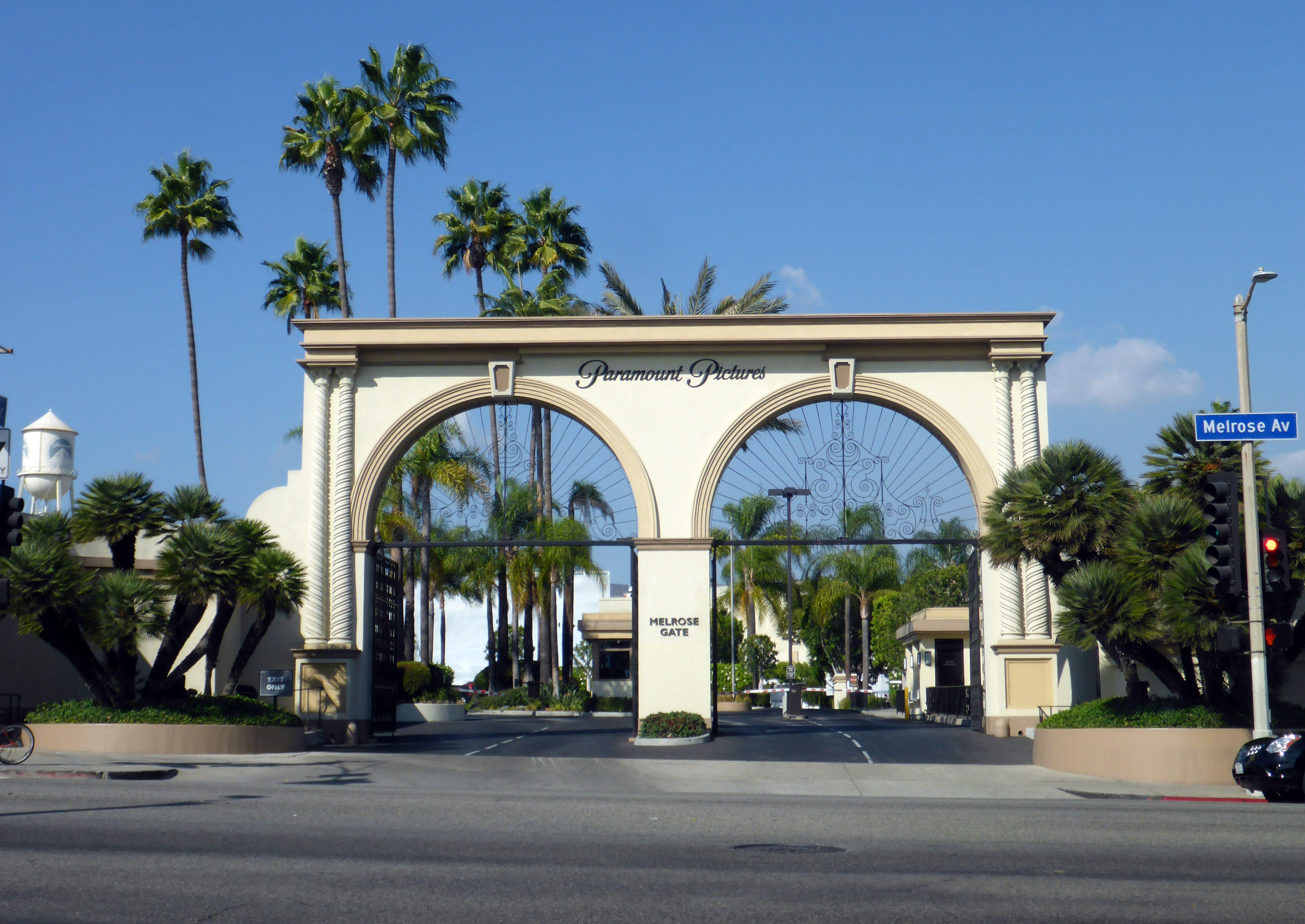
El lote del estudio Paramount Pictures en Hollywood (Entrada Melrose Gate)

El 11 de diciembre de 2005, Paramount Motion Pictures Group anunció que había comprado DreamWorks SKG (cofundada por el exejecutivo de Paramount Jeffrey Katzenberg) en un acuerdo por valor de 1.600 millones de dólares. El anuncio lo hizo Brad Grey, presidente y director ejecutivo de Paramount Pictures, quien señaló que mejorar la oferta de películas de Paramount era un «objetivo estratégico clave para restaurar el estatus de Paramount como líder en el entretenimiento cinematográfico».Si bien el acuerdo no incluyó a DreamWorks Animation SKG Inc., la parte más rentable de la compañía que salió a bolsa el año anterior, Paramount se convirtió en el distribuidor de las películas de DreamWorks Animation de 2006 a 2012, 20th Century Fox se haría cargo de la distribución a partir de 2013 hasta 2017, seguida por Universal Pictures de forma permanente tras la adquisición del estudio por parte de NBCUniversal en 2016.
Como reflejo en parte de los problemas del negocio de la radiodifusión, en 2005 Viacom canceló más de 18 mil millones de dólares de sus adquisiciones de radio y, a principios de ese año, anunció que se dividiría en dos. Con ese anuncio, Dolgen y Lansing fueron reemplazados por los exejecutivos de televisión Brad Grey y Gail Berman. El consejo de administración de Viacom dividió la empresa en CBS Corporation y una empresa independiente con el nombre de Viacom. El consejo programó la división para el primer trimestre de 2006. Según el plan, CBS Corporation comprendería las cadenas CBS y UPN, Viacom Television Stations, Infinity Broadcasting Corporation, Viacom Outdoor, Paramount Television, King World Productions, Showtime Networks, Simon & Schuster, Paramount Parks y CBS News. La renovada Viacom incluiría «MTV, VH1, Nickelodeon, BET y varias otras cadenas de cable, así como el estudio cinematográfico Paramount».La división se completó el 21 de diciembre de 2005.La unidad de entretenimiento en el hogar de Paramount comenzó a utilizar la marca CBS DVD para la biblioteca de Paramount Television, ya que tanto Viacom como CBS Corporation estaban controladas por National Amusements de Sumner Redstone.
Grey también desmanteló la famosa compañía de distribución internacional United International Pictures (UIP), y el 31 de diciembre de 2006 Paramount o Universal se hicieron con el control de 15 países, y la empresa conjunta continuó en 20 mercados. En Australia, Brasil, Francia, Irlanda, México, Nueva Zelanda y el Reino Unido, Paramount se hizo cargo de UIP. Mientras que en Austria, Bélgica, Alemania, Italia, los Países Bajos, Rusia, España y Suiza, Universal tomó el control de la empresa y Paramount construiría allí sus propias operaciones de distribución. En 2007 y 2008, Paramount podría subdistribuir películas a través de los países de Universal y viceversa. La unidad de distribución internacional de Paramount tendría su sede en Los Ángeles y un centro europeo.En Italia, Paramount distribuyó a través de Universal. Cuando Universal indicó que se retiraba de UIP Korea y comenzaba su propia operación allí en noviembre de 2016, Paramount acordó que CJ Entertainment distribuyera en ese lugar.El presidente y director de operaciones de UIP, Andrew Cripps, fue contratado como director de Paramount Pictures International.Paramount Pictures International distribuyó películas que alcanzaron la marca de los mil millones en julio de 2007; el quinto estudio en lograrlo ese año y su primer año.
El 6 de octubre de 2008, los ejecutivos de DreamWorks anunciaron que abandonaban Paramount y relanzaban una DreamWorks independiente. Las marcas registradas de DreamWorks permanecieron con DreamWorks Animation cuando esa empresa se escindió antes de la compra de Paramount, y DreamWorks Animation transfirió la licencia del nombre a la nueva empresa.
Las películas de DreamWorks, adquiridas por Paramount pero que sieguían siendo distribuidas internacionalmente por Universal, estaban incluidas en la cuota de mercado de Paramount. Grey también lanzó una división de entretenimiento digital para aprovechar las tecnologías emergentes de distribución digital. Esto llevó a Paramount a convertirse en el segundo estudio cinematográfico en firmar un acuerdo con Apple Inc. para vender sus películas a través de la tienda iTunes.
Además, en 2007, Paramount vendió otra de sus unidades «heredadas», Famous Music, a Sony/ATV Music Publishing (mejor conocida por publicar muchas canciones de The Beatles y por ser copropiedad de Michael Jackson), poniendo fin a una trayectoria de casi ocho décadas como división de Paramount, siendo ela unidad editorial musical del estudio desde el período en que toda la compañía se llamaba «Famous Players».
A principios de 2008, Paramount se asoció con el desarrollador FanRocket, con sede en Los Ángeles, para poner a disposición de los usuarios de Facebook escenas cortas extraídas de su biblioteca de películas. La aplicación, llamada VooZoo, permitía a los usuarios enviar fragmentos de películas a otros usuarios de Facebook y publicarlos en sus páginas de perfil.Paramount diseñó un acuerdo similar con Makena Technologies para permitir a los usuarios de vMTV y There.com ver y enviar clips de películas.
En 2009, CBS Corporation dejó de utilizar el nombre Paramount en sus series y cambió el nombre de la unidad de producción a CBS Television Studios, eliminando el nombre Paramount de la televisión, para distanciarse de esta última.
En marzo de 2010, Paramount fundó Insurge Pictures, una distribuidora independiente de películas de «micropresupuesto». La distribuidora planeó diez películas con presupuestos de 100 000 dólares cada una.El primer estreno fue The Devil Inside, una película con un presupuesto de alrededor de un millón de dólares.En marzo de 2015, tras la caída de los ingresos de taquilla, Paramount fusionó Insurge Pictures y sus operaciones con el estudio principal.
En julio de 2011, tras el éxito de crítica y taquilla del largometraje animado Rango, y la salida de DreamWorks Animation tras finalizar su contrato de distribución en 2012, Paramount anunció la formación de una nueva división, dedicada a la creación de producciones animadas.Marca el regreso de Paramount a tener su propia división animada por primera vez desde 1967, cuando Paramount Cartoon Studios cerró (antes era Famous Studios hasta 1956).
En diciembre de 2013, Walt Disney Studios (a través de la compra de Lucasfilm por parte de su empresa matriz un año antes)adquirió los derechos restantes de distribución y comercialización de Paramount de las futuras películas de Indiana Jones. Paramount conservaría permanentemente los derechos de distribución de las primeras cuatro películas y recibiría «participación financiera» de las películas adicionales.
En febrero de 2016, el CEO de Viacom y recién nombrado presidente, Philippe Dauman, anunció que Paramount estaba en conversaciones para encontrar un inversor que comprase una participación minoritaria en el conglomerado.Según se informa, Sumner Redstone y su hija Shari se opusieron al acuerdo.El 13 de julio de 2016, Wanda Group estaba en conversaciones para adquirir una participación del 49% de Paramount,sin embargo, dichas conversaciones se abandonaron más tarde. El 19 de enero de 2017, Shanghai Film Group Corp. y Huahua Media anunciaron que financiarían al menos el 25% de todas las películas de Paramount Pictures durante un período de tres años. Shanghai Film Group y Huahua Media, en virtud del acuerdo, ayudarían a distribuir y comercializar las películas de Paramount en China. En ese momento, el Wall Street Journal escribió que «casi todos los grandes estudios de Hollywood tienen un acuerdo de cofinanciación con una empresa china».
El 27 de marzo de 2017, Jim Gianopulos fue nombrado presidente y director ejecutivo de Paramount Pictures, en reemplazo de Brad Grey.En junio de 2017, el estudio formó Paramount Players y contrató a Brian Robbins, fundador de AwesomenessTV, Tollin/Robbins Productions y Varsity Pictures, como presidente de la división. Se esperaba que la división produjera películas basadas en las propiedades de Viacom Media Networks, incluidas MTV, Nickelodeon, BET y Comedy Central.En junio de 2017, Paramount Pictures firmó un acuerdo con 20th Century Fox para la distribución de sus películas en Italia, que entró en vigor en septiembre. Antes de este acuerdo, las películas de Paramount en Italia eran distribuidas por Universal Pictures, un acuerdo que se remonta a la era de CIC.
El 7 de diciembre de 2017, se informó que Paramount vendió los derechos de distribución internacional de Aniquilación a Netflix.Posteriormente Netflix compró los derechos mundiales de The Cloverfield Paradox por 50 millones de dólares.El 16 de noviembre de 2018, Paramount firmó un acuerdo de varias películas con Netflix como parte de la estrategia de crecimiento de Viacom, convirtiendo a Paramount en el primer estudio cinematográfico importante en hacerlo.
En abril de 2018, Paramount registró su primer beneficio trimestral desde 2015. Bob Bakish, director ejecutivo de la empresa matriz Viacom, dijo en un comunicado que los esfuerzos de recuperación «han dado sus frutos a medida que el estudio mejoraba los márgenes y volvía a ser rentable. El excelente desempeño en taquilla de este mes de A quiet place, la primera película producida y estrenada bajo el nuevo equipo de Paramount, es una clara señal de nuestro progreso».

### 2019–presente: Era de ViacomCBS/Paramount Global
El 29 de septiembre de 2016, National Amusements envió una carta a CBS Corporation y Viacom, alentando a las dos empresas a fusionarse nuevamente en una sola.El 12 de diciembre dicho intento de acuerdo fue cancelado.Sin embargo, el 30 de mayo de 2019, CNBC informó que CBS y Viacom explorarían conversaciones de fusión a mediados de junio de 2019. Los informes decían que CBS y Viacom habrían fijado el 8 de agosto como fecha límite informal para llegar a un acuerdo para recombinar las dos compañías de medios.CBS anunció la adquisición de Viacom como parte de la fusión por hasta 15 400 millones de dólares estadounidenses.El 2 de agosto de 2019, las dos compañías acordaron volver a fusionarse en una sola entidad,que se nombró ViacomCBS; el acuerdo se cerró el 4 de diciembre de 2019.
En diciembre de 2019, ViacomCBS acordó comprar una participación del 49% en Miramax que era propiedad de beIN Media Group, y Paramount obtuvo la distribución de la biblioteca de 700 películas del estudio, así como sus futuros lanzamientos. Además, Paramount obtuvo el derecho de producir series de televisión basadas en las IP de Miramax.El acuerdo se cerró oficialmente el 3 de abril de 2020.Posteriormente, ViacomCBS anunció que cambiaría el nombre del servicio de streaming CBS All Access a Paramount+ para permitir la expansión internacional de este utilizando el nombre ampliamente reconocido de Paramount y aprovechando la biblioteca del estudio, así como la de CBS, MTV, Nickelodeon y más.
Gianopulos fue despedido en septiembre de 2021 y reemplazado por el presidente de Nickelodeon, Brian Robbins.
En enero de 2022, Paramount Pictures adquirió los derechos de la novela de fantasía para adultos jóvenes Children of Blood and Bone de Tomi Adeyemi a Lucasfilm y 20th Century Studios. Como parte de la adquisición, la película tendrá un estreno exclusivo en cines garantizado, mientras que Adeyemi escribirá el guion y se desempeñará como productora ejecutiva. La adaptación cinematográfica también será producida por Temple Hill Entertainment y Sunswept Entertainment.
El 16 de febrero de 2022, ViacomCBS cambió su nombre a Paramount Global, en honor al estudio.
El 8 de marzo de 2022, las operaciones de Paramount Players se fusionaron con el Paramount Pictures Motion Picture Group. Sin embargo, este seguiría funcionando como un sello cinematográfico, ya que cuenta con varias películas próximas en su agenda.
El 15 de noviembre de 2022, Paramount firmó un acuerdo exclusivo de varios años con el expresidente de DC Films, Walter Hamada. Hamada empezó a supervisar el desarrollo de películas de terror a partir de 2023.

### 2025–presente: Era Paramount Skydance Corporation
En 2024, se establecieron términos para la fusión entre Paramount Global y Skydance Media, con una valoración de 28 000 millones de dólares.  Las negociaciones continuaron hasta 2025 entre los equipos de inversión de David Ellison, director ejecutivo de Skydance, y Shari Redstone. En julio de 2025, la fusión recibió la aprobación reglamentaria, estableciendo un camino para que Ellison se convirtiera en CEO de Paramount. El acuerdo se cerró al mes siguiente.

## Principales películas producidas por Paramount Pictures

### Años 1920
- La caravana de Oregón ("The Covered Wagon") (1923)
- Los diez mandamientos ("The Ten Commandments") (1923)
- Alas ("Wings") (1927)
- El virginiano ("The Virginian") (1929)
- Aplauso (película) ("Applause") (1929)
- El desfile del amor ("The Love Parade") (1929)
- Los cuatro cocos ("The Cocoanuts") (1929)

### Años 1930
- Marruecos ("Morocco") (1930)
- Desfile de estrellas ("Paramount on Parade") (1930)
- El conflicto de los Marx ("Animal Crackers") (1930)
- Las calles de la ciudad ("City Streets") (1931)
- El hombre y el monstruo ("Dr. Jekyll and Mr. Hyde") (1931)
- Una hora contigo ("One Hour with You") (1932)
- El signo de la cruz ("The Sign of the Cross") (1932)
- Un ladrón en mi alcoba ("Trouble in Paradise") (1932)
- El expreso de Shanghai ("Shanghai Express") (1932)
- Ámame esta noche ("Love Me Tonight") (1932)
- Lady Lou ("She Done Him Wrong") (1933)
- Sopa de ganso ("Duck Soup") (1933)
- Cleopatra (1934)
- La viuda alegre ("The Merry Widow") (1934)
- Tres lanceros bengalíes ("The Lives of a Bengal Lancer") (1935)
- Buffalo Bill ("The Plainsman") (1936)
- El general murió al amanecer ("The General Died at Dawn") (1937)
- Una chica afortunada ("Easy Living") (1937)
- Union Pacific (1939)
- Beau Geste (1939)
- Medianoche ("Midnight") (1939)

### Años 1940
- Si no amaneciera ("Hold Back the Dawn") (1941)
- Las tres noches de Eva ("The Lady Eve") (1941)
- Los viajes de Sullivan ("Sullivan's Travels") (1941)
- Piratas del mar Caribe ("Reap the Wild Wind") (1942)
- Un marido rico ("The Palm Beach Story") (1942)
- Ruta de Marruecos ("Road to Morocco") (1942)
- El cuervo ("This Gun for Hire") (1942)
- Holiday Inn (1942)
- Sangre en Filipinas ("So Proudly We Hail! (1943)
- Por quién doblan las campanas ("For Whom the Bell Tolls") (1943)
- The Miracle of Morgan's Creek (1944)
- Perdición ("Double Indemnity") (1944)
- Going My Way (1944)
- Murder, He Says (1945)
- Días sin huella ("The Lost Weekend") (1945)
- La dalia azul ("The Blue Dahlia") (1946)
- La vida íntima de Julia Norris ("To Each His Own") (1946)
- El extraño amor de Martha Ivers ("The Strange Love of Martha Ivers") (1946)
- Morena y peligrosa ("My Favorite Brunette") (1947)
- Camino de Río ("Road to Rio") (1947)
- El reloj asesino ("The Big Clock") (1948)
- Voces de muerte ("Sorry, Wrong Number") (1948)
- Rostro pálido ("The Paleface") (1948)
- La heredera ("The Heiress") (1949)
- Mi amiga Irma ("My Friend Irma") (1949)
- Sansón y Dalila ("Samson and Delilah") (1949)

### Años 1950
- El crepúsculo de los dioses ("Sunset Boulevard") (1950)
- Un lugar en el sol ("A Place in the Sun") (1951)
- Brigada 21 ("Detective Story") (1951)
- El mayor espectáculo del mundo ("The Greatest Show on Earth") (1952)
- Vuelve, Pequeña Sheba ("Come Back, Little Sheba" (1952)
- Vacaciones en Roma ("Roman Holiday") (1953)
- Raíces profundas ("Shane") (1953)
- Traidor en el infierno ("Stalag 17") (1953)
- La guerra de los mundos ("The War of the Worlds") (1953)
- La angustia de vivir ("The Country Girl") (1954)
- La ventana indiscreta ("Rear Window") (1954)
- Navidades blancas ("White Christmas") (1954)
- Sabrina (1954)
- La rosa tatuada ("The Rose Tattoo") (1955)
- Atrapa a un ladrón ("To Catch a Thief") (1955)
- Horas desesperadas ("The Desperate Hours") (1955)
- Pero ¿quién mató a Harry? ("The Trouble with Harry") (1955)
- El hombre que sabía demasiado ("The Man Who Knew Too Much") (1956, remake de la película de 1934)
- Los diez mandamientos ("The Ten Commandments") (1956, remake de la película de 1926)
- Guerra y paz ("War and Peace") (1956)
- Duelo de titanes ("Gunfight at the O.K. Corral") (1957)
- Una cara con Angel ("Funny Face") (1957)
- Enséñame a querer ("Teacher's Pet") (1958)
- Vértigo (De entre los muertos) ("Vertigo") (1958)

### Años 1960
- Psicosis ("Psycho") (1960, únicamente su distribución)
- Desayuno con diamantes ("Breakfast at Tiffany's") (1961)
- Amor en Hawaii ("Blue Hawaii") (1961)
- El rostro impenetrable ("One-Eyed Jacks") (1961)
- El hombre que mató a Liberty Valance ("The Man Who Shot Liberty Valance") (1962)
- El más salvaje entre mil ("Hud") (1963)
- El profesor chiflado ("The Nutty Professor") (1963)
- Siete días de mayo ("Seven Days in May") (1964)
- El espía que surgió del frío ("The Spy Who Came in From the Cold") (1965)
- Alfie (1966)
- Plan diabólico ("Seconds") (1966)
- Descalzos por el parque ("Barefoot in the Park") (1967)
- El Dorado (1966)
- Hasta que llegó su hora (C'era una volta il West) (1968)
- La semilla del diablo ("Rosemary's Baby") (1968)
- Romeo y Julieta (Romeo and Juliet) (1968, coproducción con Dino de Laurentiis)
- Complicidad sexual ("Goodbye, Columbus") (1969)

### Años 1970
- Love Story (1970)
- El Padrino ("The Godfather") (1972) (además de sus dos secuelas, El padrino II en 1974 y El padrino III en 1990)
- Luna de papel ("Paper Moon") (1973)
- Chinatown (1974)
- La conversación ("The Conversation") (1974)
- El padrino II (1974)
- El justiciero de la ciudad (1974,coproducida por Dino deLaurentiis, solo distribución en EE. UU., Reino Unido y Suecia)
- Los tres días del cóndor ("Three Days of the Condor") (1975)
- King Kong (1976) (coproducida por Dino deLaurentiis; remake  de la película de 1933)
- Novecento ("1900") (1976) (Con 20th Century Fox y United Artists, solo distribución en Estados Unidos.
- Buscando al señor Goodbar ("Looking for Mr. Goodbar") (1977)
- Fiebre de Sábado por la Noche ("Saturday Night Fever") (1977)
- Pretty Baby (1978)
- Grease (1978) (además de su secuela Grease 2, en 1982)
- Star Trek: La película ("Star Trek: The Motion Picture") (1979) (además de todas sus secuelas, Star Trek II: La ira de Khan, en 1982, Star Trek III: En busca de Spock, en 1984, Star Trek IV: Misión: salvar la Tierra, en 1986, Star Trek V: La Última Frontera, en 1989, Star Trek VI: Aquel país desconocido, en 1991, Star Trek VII: La próxima generación en 1994, Star Trek VIII: Primer contacto, en 1996, Star Trek: insurrección, en 1998, y Star Trek: némesis, en 2002)
- Los amos de la noche ("The Warriors") (1979)

### Años 1980
- Airplane! (En España: "Aterriza como puedas", Latinoamérica: "¿Dónde está el piloto?") (1980)
- Friday the 13th (1980) (además de siete de sus diez secuelas en 1981, 1982, 1984, 1985, 1986, 1988, 1989. New Line Cinema obtuvo los derechos de la franquicia en 1991.)

- Ordinary People (1980)
- Raiders of the Lost Ark (1981), y sus dos secuelas, Indiana Jones and the Temple of Doom (1984) e Indiana Jones y la última cruzada (1989).
- Oficial y Caballero (1982)
- 48 Hrs. (1982)
- La fuerza del cariño ("Terms of Endearment") (1983)
- Flashdance (1983)
- Trading Places (1983)
- Un detective suelto en Hollywood (1984) (además de sus dos secuelas en 1987 y 1994)
- Footloose (1984)
- Witness (1985)
- Cocodrilo Dundee ("Crocodile Dundee") (1986) (y sus dos secuelas en 1988 y 2001
- Ferris Bueller's Day Off (1986)
- Top Gun (1986)
- Atracción fatal ("Fatal Attraction") (1987)
- Dirty Dancing (1987)
- The Untouchables (1987)
- Planes, Trains, and Automobiles (1987)
- Acusados ("The Accused") (1988)
- Coming to America (1988)
- Rattle and Hum (1988)
- The Naked Gun: From the Files of Police Squad! (1988)
- Scrooged (1988)
- Pet Sematary (1989)

### Años 1990
- Ghost (1990)
- The Two Jakes (1990)
- El padrino III (1990)
- La caza del Octubre Rojo ("The Hunt for Red October") (1990)
- The Addams Family (1991) (además, su secuela en 1993)
- Juego de patriotas ("Patriot ") (1992)
- Pet Sematary Two (1992)
- Wayne's World  (1992)
- Cool World (1992)
- Boomerang  (1992)
- ¿A quién ama Gilbert Grape? ("What's Eating Gilbert Grape") (1993)
- The Firm (1993)
- Forrest Gump (1994)
- Braveheart (1995) (solo distribuidor en Estados Unidos y Canadá, distribuido internacionalmente por 20th Century Fox)
- La llave mágica ("The Indian in the Cupboard") (1995) (producción conjunta con la Columbia Pictures)
- Clueless (1995)
- Sabrina *Congo (1995, repetición de la película de 1954)
- Escape from L.A. ("Escape From L.A.") (1996)
- Misión imposible ("Mission: Impossible") (1996, basada en la serie de televisión de los años 60 (y sus seis secuelas en 2000 (Misión imposible 2) , 2006 (Misión imposible 3) , 2011 (Misión imposible: Protocolo fantasma) , 2015 (Misión imposible: Nación secreta) 2018 (Mission: Impossible - Fallout) y en 2023 (Misión imposible: sentencia mortal - Parte 1))
- In & Out (1997)
- La noche cae sobre Manhattan ("Night Falls on Manhattan") (1997)
- Contracara (1997, solo distribuidor en Estados Unidos, distribuido internacionalmente por Touchstone Pictures)
- Good Burger (1997; coproducción con Nickelodeon Movies)
- Titanic (1997, coproducción con 20th Century Fox)
- Salvar al soldado Ryan ("Saving Private Ryan") (1998, coproducción con Dreamworks)
- The Truman Show ("The Truman Show") (1998)
- Rugrats, aventuras en pañales ("The Rugrats Movie") (1997; coproducción con Nickelodeon Movies)
- South Park: La Película (1999; coproducciòn con Warner Bros y Comedy Central Films)
- Sleepy Hollow (1999)
- El talento de Mr. Ripley ("The Talented Mr. Ripley") (1999) (coproducción con Miramax Films)

### Años 2000
- Snow day (2000; producida junto a Nickelodeon Movies)
- Reglas de compromiso (2000)
- Shaft (2000)
- Misión imposible 2 (2000)
- What women want (2000)
- Rugrats en París (2000; producida junto a Nickelodeon Movies)
- Jimmy Neutrón: El niño genio (2001; producida junto a Nickelodeon Movies, O Entertainment y DNA Productions )
- Ratas a la carrera (2001, remake de la película de 1963 It's a mad, mad, mad, mad world)
- La suma de todos los miedos (2002)
- Jackass The Movie (2002)
- ¡Oye Arnold! La película (2002; producida junto a Nickelodeon Movies)
- Las horas (2002)
- Los Thornberrys: La película (2002; producida junto a Nickelodeon Movies)
- Como perder a un chico en 10 días (2003)
- School of rock (2003)
- Rugrats: Vacaciones salvajes (2003; producida junto a Nickelodeon Movies)
- The Italian Job (2003, remake de la película de 1969)
- El mensajero del miedo (2004, remake de la película de 1962)
- The Stepford Wives (Las mujeres perfectas) (2004, remake de la película de 1975)
- Team America: World police (2004)
- Mean girls (2004)
- Bob Esponja: La Película (2004; producida junto a Nickelodeon Movies)
- Elizabethtown (2005)
- The Honeymooners (2005, basada en la serie de 1956)
- La guerra de los mundos (2005; remake de la película de 1953; producida junto a DreamWorks SKG)
- Tuyos, míos, nuestros (2005; remake de la película de 1968; coproducción con Metro-Goldwyn-Mayer, Nickelodeon movies, y Columbia pictures,solo distribuidor en Estados Unidos )
- Vecinos invasores (2006; distribuidora)
- Barnyard (2006; producida junto a Nickelodeon Movies)
- Charlotte's Web (2006; producida junto a Nickelodeon Movies, Walden Media & The Kerner Entertainment Company)
- Babel (2006)
- Las Torres Gemelas (2006)
- Misión imposible 3 (2006)
- Flushed Away (2006, distribuidora)
- No es país para Viejos (2007)
- Shrek tercero (2007, distribuidora)
- Transformers (2007 coproducida con Hasbro & DreamWorks Pictures, solo distribuidor internacional )
- La Mujer de mis Pesadillas (2007, distribuidora)
- There Will Be Blood (2007)
- Bee Movie (2007, distribuidora)
- The Eye (2008, remake de la película asiática)
- Drillbit Taylor (2008)
- Kung Fu Panda (2008, distribuidora)
- Talento de barrio (2008)
- Iron Man (2008, coproducida con Marvel Entertainment)
- Indiana Jones y el reino de la calavera de cristal (2008, coproducida con LucasFilm)
- Madagascar 2: Escape de África (2008, distribuidora)
- Monstruoso (2008)
- Hotel para perros (2009, coproducida con Nickelodeon Movies)
- Star Trek XI (2009)
- Watchmen (2009, coproducida con Warner Bros, solo distribuidor internacional )
- Monstruos vs. Aliens (2009, distribuidora)
- G.I. Joe: Rise of Cobra (2009, coproducida con Hasbro y Spyglass Entertainment)
- Viernes 13 (2009)
- Transformers: la venganza de los caídos (2009, coproducida con Hasbro & DreamWorks Pictures, solo distribuidor internacional )
- Paranormal Activity (2009)
- The Lovely Bones (2009)

### Años 2010
- The Last Airbender (2010, producida junto Nickelodeon Movies, The Kennedy/Marshall Company y Blinding Edge Pictures)
- Cómo entrenar a tu dragón (2010, distribuidora solamente; producida por Dreamworks Animation)
- Iron Man 2 (2010, coproducida con Marvel Entertainment)
- Shrek Forever After (2010, distribuidora solamente; producida por DreamWorks Animation)
- Case 39 (2010)
- Paranormal Activity 2 (2010)
- Megamind (2010, distribuidora solamente; producida por DreamWorks Animation)
- Shutter Island (2010)
- Little Fockers (2010, producida junto a Universal Pictures)
- Justin Bieber: Never Say Never (2011)
- Footlose (2011)
- Thor (2011, coproducida con Marvel Entertainment)
- Kung Fu Panda 2 (2011, distribuidora solamente; producida por DreamWorks Animation)
- Rango (2011, producida junto Nickelodeon Movies y GK Films)
- Capitán América: el primer vengador (2011, coproducida con Marvel Enternaiment)
- Super 8 (2011)
- Transformers: el lado oscuro de la luna (2011, coproductora con Hasbro)
- Paranormal Activity 3 (2011)
- Las aventuras de Tintín: el secreto del Unicornio (2011, producida junto a Columbia Pictures, coproducida con Nickelodeon Movies y Amblin Entertainment)
- El Gato con Botas (2011, distribuidora solamente; producida por DreamWorks Animation)
- Misión imposible: Protocolo fantasma (2011 producida por Skydance Productions y Bad Robot Productions)
- The Avengers (2012, producida con Marvel Studios) (codistribuida por: Walt Disney Pictures)
- Madagascar 3: Europe's Most Wanted (2012, solo distribución; producida por DreamWorks Animation)
- Katy Perry: Part of Me (2012)
- Fun Size (2012, producida por Nickelodeon Movies)
- Las aventuras de Tadeo Jones (2012, distribuidora solamente; producida por Lightbox Entertainment)
- Paranormal Activity 4 (2012)
- El origen de los guardianes (2012, solo distribución; producida por DreamWorks Animation)
- Un Desmadre de Viaje (2012)
- Jack Reacher (2012, producida por Skydance Productions y TC Productions)
- Hansel y Gretel: cazadores de brujas (2013, producida junto a MGM)
- G.I. Joe: Retaliation (2013, producida junto a MGM)
- Iron Man 3 (2013, producida con Marvel Studios) (codistribuida por: Walt Disney Pictures)
- Labor Day (2013)
- Nebraska (2013)
- Star Trek: en la oscuridad (2013 Producida por Bad Robot Productions, K/O Paper Products y Skydance Productions)
- Guerra mundial Z  (2013)
- Pain & Gain (2013)
- Jackass Presents: Bad Grandpa (2013; producida por MTV Films y Dickhouse Productions)
- Anchorman 2: The Legend Continues (2013; producida por Apatow Productions)
- El lobo de Wall Street (2013; producida por Red Granite Pictures)
- Jack Ryan: Shadow Recruit (2014)
- Paranormal Activity: The Marked Ones (2014; producida por Blumhouse Productions)
- Transformers: la era de la extinción (2014)
- Noé (2014, producida por Regency Enterprises)
- Tortugas Ninja (2014, producida por Nickelodeon Movies y coproducida por Platinum Dunes
- Top Five (2014)
- Interstellar (2014‚ producida por Syncopy Films y Legendary Pictures y codistribuida por Warner Bros)
- Hercules (2014, producida junto a MGM)
- Selma (2014, producida por Plan B Entertainment)
- The Gambler (2015)
- Project Almanac (2015, producida por MTV Films, Platinum Dunes y Insurge Pictures)
- Hot Tub Time Machine 2 (2015, producida por MGM)
- Bob Esponja: Un héroe fuera del agua (2015, producida junto Nickelodeon Movies y United Plankton Pictures)
- Terminator Génesis (2015, producida por Skydance Productions)
- Misión imposible: Nación secreta (2015, producida por Skydance Productions y Bad Robot Productions)
- La gran apuesta (2015, producida por Regency Enterprises y Plan B)
- Scouts Guide to the Zombie Apocalypse (2015)
- Anomalisa (2015)
- Paranormal Activity: The Ghost Dimension (2015)
- Daddy's Home (2015, producida junto Red Granite y Gary Sánchez Productions)
- Star Trek Beyond (2016) (Producida junto Skydance Productions y Bad Robot)
- Tortugas Ninja 2: Fuera de las sombras (2016) (producida por Nickelodeon Movies y coproducida por Platinum Dunes)
- Jack Reacher: Never Go Back (2016) (producida por Skydance Productions y Cruise/Wagner Productions)
- 10 Cloverfield Lane (2016) (Producida junto Bad Robot)
- Zoolander 2 (2016)
- Office Christmas Party (2016)
- Monster Trucks (2017)
- xXx: Return of Xander Cage (2017)
- Rings (2017)
- Ghost in the Shell (2017)
- Baywatch (2017)
- Transformers: el último caballero (2017)
- Tadeo Jones 2: El secreto del rey Midas (2017)
- Daddy's Home 2 (2017) (producida junto Red Granite y Gary Sánchez Productions)
- Downsizing (2017)
- A Quiet Place (2018)
- Nobody's Fool (2018)
- Action Point (2018)
- Mission: Impossible - Fallout (2018, producida por Skydance Productions y Bad Robot Productions)
- Overlord (2018)
- Familia al instante (2018)
- Bumblebee (2018)
- What Men Want (2019)
- Rocketman (2019)
- Wonder Park (2019)
- Pet Sematary (2019)
- 'Crawl' (2019)
- Dora y la ciudad perdida (2019)
- Terminator: Dark Fate (2019, coproducción con 20th Century Fox)
- Gemini Man (2019)
- Jugando con fuego (2019)

### Años 2020
- Alas: Guerra hacia la gloria (2020, basada en la película de 1927 "Alas", ganadora del primer premio Oscár)
- Like a Boss (2020)
- The Rhythm Section (2020)
- Sonic, la película (2020)
- Spell (2020)
- The SpongeBob Movie: Sponge on the Run (2020)
- Coming 2 America (2021)
- Pretty Guardián Sailor Moon Eternal Parte 1 & 2 (2021)
- A Quiet Place Part II (2021)
- Watashi ni Tenshi ga Maiorita! (TBA) (distribución en Rusia)
- Sin remordimientos (2021)
- The Tomorrow War (2021)
- Snake Eyes, G.I. Joe Origins (2021)
- The Loud House: la película (2021)
- PAW Patrol: The Movie (2021)
- Paranormal Activity: Next of Kin (2021)
- Clifford, el gran perro rojo (2021)
- Scream (2022)
- Jackass Forever (2022)
- La ciudad perdida (2022)
- Sonic 2, la película (2022)
- Top Gun: Maverick (2022)
- Paws of Fury: The Legend of Hank (2022)
- El cuartel secreto (2022)
- Orphan: First Kill (2022)
- Smile (2022)
- Tadeo 3: La tabla esmeralda (2022)
- Babylon (2022)
- 80 for Brady (2023)
- Scream 6 (2023)
- Dungeons & Dragons: Honor Among Thieves (2023)
- Transformers: el despertar de las bestias (2023)
- Mission: Impossible - Dead Reckoning - Part One (2023)
- Teenage Mutant Ninja Turtles: Mutant Mayhem (2023)
- PAW Patrol: The Mighty Movie (2023)
- Pretty Guardian Sailor Moon Cosmos: The Movie (2023)
- Indiana Jones y el dial del destino (2023, coproducción con Walt Disney Studios Motion Pictures)
- Los asesinos de la luna (2023, coproducción con Apple TV+)
- Good Burger 2 (2023; coproducción con Nickelodeon Movies)
- Mean Girls (2024)
- The Tiger's Apprentice (2024)
- Bob Marley: One Love (2024)
- Amigos imaginarios (2024)
- A Quiet Place: Day One (2024)
- Saving Bikini Bottom: The Sandy Cheeks Movie (2024, coproducción con Netflix)
- Transformers One (2024)
- Apartment 7A (2024)
- Smile 2 (2024)
- Gladiator 2 (2024)
- Dear Santa (2024)
- Sonic 3, la película (2024)
- Novocaine (2025)
- Mission: Impossible - The Final Reckoning (2025)
- Smurfs (2025)
- The Naked Gun (2025)
- The Running Man (2025)
- The SpongeBob Movie: Search for SquarePants (2025)
- Scream 7 (2026)
- Scary Movie 6 (2026)
- Paw Patrol dino (2026)

### Películas más taquilleras a nivel mundial
Películas distribuidas por Paramount con mayor recaudación en la taquilla mundial (sin ajustes de inflación):
| N.º | Película                                                                | Estudio (externo)    | Año  | Taquilla Mundial |
| --- | ----------------------------------------------------------------------- | -------------------- | ---- | ---------------- |
| 1   | Titanic* (Co-producción con Fox)                                        | 20th Century Fox     | 1997 | $2,264,743,305   |
| 2   | Los Vengadores (Co-distribución con Disney)                             | Marvel Studios       | 2012 | $1,518,815,515   |
| 3   | Top Gun: Maverick                                                       | -                    | 2022 | $1,495,696,292   |
| 4   | Iron Man 3 (Co-distribución con Disney)                                 | Marvel Studios       | 2013 | $1,214,811,252   |
| 5   | Transformers: El Lado Oscuro de la Luna                                 | DreamWorks Pictures  | 2011 | $1,123,794,079   |
| 6   | Transformers: La Era de la Extinción                                    | -                    | 2014 | $1,104,054,072   |
| 7   | Transformers: La Venganza de los Caídos                                 | DreamWorks Pictures  | 2009 | $836,303,693     |
| 8   | Shrek Tercero                                                           | DreamWorks Animation | 2007 | $813,367,380     |
| 9   | Misión Imposible - Repercusión                                          | -                    | 2018 | $791,657,398     |
| 10  | Indiana Jones y el Reino de la Calavera de Cristal                      | Lucasfilm            | 2008 | $790,653,942     |
| 11  | Shrek Forever After                                                     | DreamWorks Animation | 2010 | $752,600,867     |
| 13  | Interestelar* (Distribución en Estados Unidos, coproducción con Warner) | Warner Bros.         | 2014 | $747,516,808     |
| 12  | Madagascar 3: Los Fugitivos                                             | DreamWorks Animation | 2012 | $746,921,274     |
| 14  | Transformers                                                            | -                    | 2007 | $709,709,780     |
| 15  | Misión Imposible: Protocolo Fantasma                                    | -                    | 2011 | $694,713,380     |
| 16  | Misión Imposible: Nación Secreta                                        | -                    | 2015 | $682,716,636     |
| 17  | Forrest Gump                                                            | -                    | 1994 | $678,226,465     |
| 18  | Kung Fu Panda 2                                                         | DreamWorks Animation | 2011 | $665,692,28      |
| 19  | Kung Fu Panda                                                           | DreamWorks Animation | 2008 | $632,083,197     |
| 20  | Iron Man 2                                                              | Marvel Studios       | 2010 | $623,933,331     |
| 21  | Transformers: El último Caballero                                       | -                    | 2017 | $605,425,157     |
| 22  | Madagascar 2: Escape de África                                          | DreamWorks Animation | 2008 | $603,900,354     |
| 23  | La Guerra de los Mundos                                                 | DreamWorks Pictures  | 2005 | $603,873,119     |
| 24  | Iron Man                                                                | Marvel Studios       | 2008 | $585,796,247     |
| 25  | Misión Imposible - Sentencia Mortal Parte Uno                           | -                    | 2023 | $567,535,383     |
| 26  | El Gato con Botas                                                       | DreamWorks Animation | 2011 | $554,987,477     |
| 27  | Misión Imposible 2                                                      | -                    | 2000 | $546,388,108     |
| 28  | Guerra Mundial Z                                                        | -                    | 2013 | $540,455,876     |
| 29  | Ghost                                                                   | -                    | 1990 | $505,703,557     |
| 30  | Cómo Entrenar a tu Dragón                                               | DreamWorks Animation | 2010 | $494,879,471     |

## Logotipos
A lo largo del tiempo, Paramount Pictures ha tenido distintos logotipos:
1. El primer logotipo se introdujo en 1912 y se usó hasta 1916, se mostraba un emblema que tenía a los lados unas máscaras, en un círculo ponía de texto Produced by the Famous Players Film Co. Adolph Zukor Pres.
2. El segundo logotipo se introdujo en 1914 y se usó hasta 1917, se mostraba un simple dibujo estático de una montaña pequeña rodeada de 27 estrellas mientras encima estaba la frase Paramount Pictures.
3. El tercer logotipo se introdujo en 1917 y se usó hasta 1927, Nuevamente se mostraba el dibujo estático de la montaña ligeramente más grande y aún con la frase Paramount Pictures, en algunas películas la frase decía A Paramount Picture.
4. El cuarto logotipo se introdujo en 1927 y se usó hasta 1953, la montaña se mostraba distinto a los dibujos anteriores y ahora rodeada de 24 estrellas, mientras que en el fondo las nubes comienzan a moverse ligeramente, la frase variaba en algunas cintas poniendo A Paramount Picture o A Paramount Release. En 1937 el logotipo apareció por primera vez a color.
5. El quinto logotipo se introdujo en 1953 y se usó hasta 1975, siendo el primer logotipo completamente a color, siendo muy similar al logotipo anterior, nuevamente la frase variaba entre Paramount Picture o A Paramount Release, aunque en algunas películas solo ponían la frase Paramount. En 1954 el logotipo se presentó por primera vez en cintas de 35mm gracias al formato VistaVision creado por la propia Paramount. En 1966 al logotipo se le cambió la frase a Paramount A Gulf + Western Company.
6. El sexto logotipo se introdujo en 1975 y se usó hasta 1986, siendo el prototipo de los logotipos modernos, es similar al logotipo anterior, pero cambiando la animación a que primero se muestra la montaña solitaria, hasta que el arco de estrellas aparecen rodeando la montaña y posteriormente se muestra la frase Paramount A Gulf + Western Company, finalizando con el logotipo volviéndose una imagen azul. En 1981 se le agregó una melodía, una melodía que tenía un sentimiento de ser música de gala, aunque la melodía no sería muy utilizada en varias de las películas.
7. El séptimo logotipo se introdujo en 1986 y se usó hasta 2002, a diferencia de los logotipos anteriores, este mostraba una animación en la que las estrellas llegaban en fila a formar un arco encima de la montaña, en el fondo en lugar de mostrar el cielo azul ahora se mostraba un anochecer con la luz crepuscular siendo cubierta por la montaña y un prado de montículos, una vez formado el arco de estrellas aparecía la frase Paramount A Gulf + Western Company. En 1987, para conmemorar el 75 aniversario de la fundación de Paramount, se agregó al logo la frase Paramount 75th Anniversary A Gulf + Western Company con la misma melodía que se utilizó escasamente en el logotipo anterior, pero esta vez con una introducción más alargada. En 1989 la frase se cambió por Paramount A Paramount Communications Company. En 1995, se cambió nuevamente a Paramount A Viacom Company.
8. El octavo logotipo se introdujo en 2002 y se usó hasta 2011, este logotipo mostraba una nueva animación, en ella se mostraba a las estrellas caer del cielo en fila hasta formar un arco encima de la montaña mostrando la frase Paramount 90th Anniversary A Viacom Company, en 2003 se quitó la frase 90th Anniversary.
9. El noveno logotipo se introdujo en 2011 y es el logotipo que actualmente se sigue utilizando, similar al logotipo anterior, presenta una nueva animación con las estrellas cayendo del cielo, esto visto desde el reflejo de un río, unas cuantas estrellas forman ondas en el agua y sin estar en fila forman un arco encima de una montaña mientras que de fondo se muestra el amanecer, se mostraba la frase Paramount 100th Anniversary A Viacom Company, en 2013 se quitó la frase 100th Anniversary. A diferencia del logotipo anterior, este tiene su propia melodía que transmite una sensación de magia. En 2020 se cambió la frase a Paramount A ViacomCBS Company y posteriormente en 2022 se cambió a únicamente mostrar la palabra Paramount.